# Колледж Гонвилл-энд-Киз
Колледж Гонвилл-энд-Киз (англ. Gonville and Caius College) входит в состав Кембриджского университета, и его название часто сокращается до «Киз». Это один из самых старых и самых богатых колледжей Великобритании. 
Колледж основал королевский клерк Эдмунд Гонвилл в 1348 году. Первоначально колледж назывался Gonville Hall. В XVI веке Джон Кайус (он использовал латинизированный вариант своей изначальной английской фамилии Киз) значительно расширил колледж.
Среди его выпускников — двенадцать лауреатов Нобелевской премии.
Рядом с колледжем состоялось прощание со Стивеном Хокингом, он работал здесь больше 50 лет.

## Известные выпускники
- Волластон, Уильям Хайд — английский учёный, который открыл палладий и родий, впервые получил в чистом виде платину
- Гарвей, Уильям — английский медик, основоположник физиологии и эмбриологии
- Готлиб, Энтони — британский журналист и автор
- Костерлиц, Джон —  британский и американский физик, лауреат Нобелевской премии по физике (2016)
- Крик, Фрэнсис — британский молекулярный биолог, биофизик и нейробиолог, лауреат Нобелевской премии по физиологии и медицине (1962)
- Стоун, Ричард — английский экономист, лауреат Нобелевской премии по экономике (1984)
- Харди, Уильям Бейт — английский биохимик.
- Хьюиш, Энтони — английский физик, лауреат Нобелевской премии по физике (1974)
- Чедвик, Джеймс — английский физик, известный открытием нейтрона и фотоядерной реакции, лауреат Нобелевской премии по физике (1935)
- Шеррингтон, Чарльз Скотт — британский учёный в области физиологии и нейробиологии, лауреат Нобелевской премии по физиологии и медицине (1932)
- Скиннер, Квентин — британский историк, философ, один из ведущих представителей Кембриджской школы истории понятий.